# Керли, Шон
Шон Робин Керли (англ. Sean Robin Kerly, 29 января 1960, Уитстабл, Кент, Англия, Великобритания) — английский и британский хоккеист (хоккей на траве), нападающий. Олимпийский чемпион 1988 года, бронзовый призёр летних Олимпийских игр 1984 года, серебряный призёр чемпионата мира 1986 года, серебряный призёр чемпионата Европы 1987 года.

## Биография
Шон Керли родился 29 января 1960 года в британском городе Уитстабл в Англии.
Окончил среднюю школу Чатам Хаус в Рамсгите.
Играл в хоккей на траве за «Кентербери», «Саутгейт» из Лондона и «Херн-Бэй». В составе «Саутгейта» дважды выиграл чемпионат Англии (1987—1988).
В 1984 году вошёл в состав сборной Великобритании по хоккею на траве на летних Олимпийских играх в Лос-Анджелесе и завоевал бронзовую медаль. Играл на позиции нападающего, провёл 7 матчей, забил 7 мячей (по два в ворота сборных Кении, Канады и Нидерландов, один — Австралии).
В 1986 году в составе сборной Англии стал серебряным призёром чемпионата мира в Лондоне. В 1987 году завоевал серебро чемпионата Европы в Москве.
В 1988 году вошёл в состав сборной Великобритании по хоккею на траве на летних Олимпийских играх в Сеуле и завоевал золотую медаль. Играл на позиции нападающего, провёл 7 матчей, забил 8 мячей (три в ворота сборной Австралии, два — СССР, по одному — Южной Корее, Индии и ФРГ).
В 1992 году вошёл в состав сборной Великобритании по хоккею на траве на летних Олимпийских играх в Барселоне, занявшей 6-е место. Играл на позиции нападающего, провёл 7 матчей, забил 1 мяч в ворота сборной Индии.
В течение карьеры провёл за сборную Англии 58 матчей на открытых полях и 9 в помещении, за сборную Великобритании сыграл 74 матча, забил 57 мячей.
Благодаря телевидению стал одним из самых известных британских спортсменов. Однако, поскольку Керли был любителем, он не получил прибыли от рекламы.
В 1993 году стал членом Ордена Британской империи.